# روبرت موريس (محامي أمريكي)
روبرت موريس (بالإنجليزية: Robert Morris)‏ هو محامي أمريكي، ولد في 8 يونيو 1823 في سالم في الولايات المتحدة، وتوفي في 12 ديسمبر 1882 في بوسطن في الولايات المتحدة.